# Svarthalsad stork
Svarthalsad stork (Ephippiorhynchus asiaticus) är en fågel som tillhör familjen storkar. som förekommer i södra och sydöstra Asien vidare mot Australasien. I Australien kallas fågeln jabiru, vilket inte ska förväxlas med jabirustorken som tillhör ett annat släkte.

## Utseende
Svarthalsad stork är en mycket stor fågel som i snitt mäter 121-135 centimeter. Den adulta fågeln har en praktfull fjäderdräkt, där det svarta huvudet och halsen skimrar i blått och grönt. I övrigt har den svart stjärt och svarta större täckare och handtäckare vilket ger den ett kraftiga svart band som kontrasterar mot den i övrigt vita vingen. Benen är klarröda och näbben svart. Könen är lika, förutom att honan har gul iris, medan hanen har brunsvart. Juvenilen är huvudsakligen ljusbrun, med vit buk och mörka ben.

## Utbredning och systematik
Svarthalsad stork delas in i två underarter med följande utbredning:
- Ephippiorhynchus asiaticus asiaticus – Indiska halvön och Sydostasien, tidigare söderut till Malackahalvön där den nu är utdöd
- Ephippiorhynchus asiaticus australis – norra och östra Australien samt södra Nya Guinea

Svarthalsad stork har tidvis placerats i det egna släktet Xenorhynchus, men anses stå tillräckligt nära den afrikanska arten sadelnäbbsstork för att placeras i samma släkte som denna, Ephippiorhynchus. De två underarterna har föreslagits utgöra två olika arter.

## Status och hot
Arten har ett stort utbredningsområde men en relativt liten population som dessutom minskar relativt kraftigt. IUCN kategoriserar därför arten som nära hotad (NT). Världspopulationen uppskattas till mellan 15.000 och 35.000 individer.